# Hillary
Hillary ist ein Familienname und im englischen Sprachraum ein weiblicher, Hilary ein weiblicher oder männlicher Vorname. Beide Formen sind Varianten des Namens Hilarius, der aus dem lateinischen Adjektiv hilaris abgeleitet ist und „der Heitere“ bedeutet.

## Namensträger

### Vorname

#### Form Hilary
weiblich
- Hilary Armstrong, Baroness Armstrong of Hill Top (* 1945), britische Politikerin (Labour Party)
- Hilary J. Bader (1952–2002), US-amerikanische Drehbuchautorin
- Hilary Cruz (* 1988), US-amerikanisches Model und Schauspielerin
- Hilary Duff (* 1987), US-amerikanische Sängerin und Schauspielerin
- Hilary Engisch (* 1957), US-amerikanische Freestyle-Skierin
- Hilary Hahn (* 1979), US-amerikanische Violinistin
- Hilary Henkin (* 1952), US-amerikanische Drehbuchautorin
- Hilary Jardine (* 1983), kanadische Schauspielerin und Synchronsprecherin
- Hilary Knight (* 1989), US-amerikanische Eishockeyspielerin
- Hilary Lindh (* 1969), US-amerikanische Skirennläuferin
- Hilary Mantel (1952–2022), britische Schriftstellerin
- Hilary Mason (1917–2006), britische Schauspielerin
- Hilary McKay (* 1959), britische Autorin
- Hilary Shepard (* 1959), US-amerikanische Schauspielerin
- Hilary Spurling (* 1940), britische Journalistin, Schriftstellerin und Biographin
- Hilary Swank (* 1974), US-amerikanische Schauspielerin und zweifache Oscargewinnerin

männlich
- Hilary (Bischof) (* um 1110; † 1169), englischer Geistlicher, ab 1147 Bischof von Chichester
- Hilary Benn (* 1953), britischer Politiker der Labour Party
- Hilary Evans (1929–2011), britischer Bildarchivar, Parapsychologe und Autor
- Hilary Jeffery (* 1971), britischer Improvisationsmusiker
- Hilary R. W. Johnson (1837–1901), Präsident von Liberia von 1884 bis 1892
- Hilary Koprowski (1916–2013), polnisch-US-amerikanischer Virologe und Immunologe
- Hilary Minc (1905–1974), polnischer Ökonom und Politiker
- Hilary Page (1904–1957), britischer Spielzeugmacher, Autor und Unternehmer
- Hilary Putnam (1926–2016), US-amerikanischer Philosoph
- Hilary Saint George Saunders (1898–1951), britischer Schriftsteller

#### Form Hillary
- Hillary Biscay (* 1978), US-amerikanische Triathletin
- Hillary Brooke (1914–1999 in Bonsall), US-amerikanische Schauspielerin
- Hillary Clinton (* 1947), US-amerikanische Politikerin
- Hillary Janssens (* 1994), kanadische Ruderin
- Hillary Lindsey (* 1976), US-amerikanische Singer-Songwriterin
- Hillary Scholten (* 1982), US-amerikanische Politikerin
- Hillary Scott (* 1983), US-amerikanische Pornodarstellerin
- Hillary Scott (Sängerin) (* 1986), US-amerikanische Sängerin von Country- und religiöser Popmusik
- Hillary J. Walker (* 1975), US-amerikanische Schauspielerin deutscher Abstammung
- Hillary Wolf (* 1977), US-amerikanische Schauspielerin und Judoka

### Familienname

#### Form Hilary
- Lynn Hilary (* 1982), irische Sängerin, Gitarristin und Komponistin

#### Form Hillary
- Barbara Hillary (1931–2019), US-amerikanische Krankenschwester
- Edmund Hillary (1919–2008), neuseeländischer Bergsteiger
- William Hillary (1771–1847), britischer Soldat, Autor und Philanthrop

## Sonstiges
- (3130) Hillary, Asteroid
- Hillary Step, Felsstufe am Mount Everest
- Hillery